# Rick Malambri
Rick Malambri (7 november, 1982) is een Amerikaans acteur.
In 2004 trad hij op in Abercrombie & Fitch commercials, nadien volgden gastrollen in onder meer How I Met Your Mother en Criminal Minds. In 2010 brak hij door met een hoofdrol in Step Up 3D. In deze film speelt hij de rol van Luke, de hoofdrolspeler die verliefd wordt op een danseres, gespeeld door Sharni Vinson.
In 2010 trouwde Malambri met model en actrice Lisa Mae.

## Filmografie
| Film - Televisieserie | Jaar | Personage         |
| --------------------- | ---- | ----------------- |
| How I Met Your Mother | 2007 | Floppy Haired Guy |
| Criminal Minds        | 2009 | Dan Keller        |
| Step Up 3D            | 2010 | Luke              |
| After the Fall        | 2010 | Will Dutton       |

- Bibliothèque nationale de France: cb16269838n (data)
- Gemeinsame Normdatei: 1066407614
- International Standard Name Identifier: 0000 0001 1883 0852
- Library of Congress Control Number: no2010206021
- MusicBrainz: 6bff3a47-ebfe-4ede-a46b-ab9027df763d
- Nationale Bibliotheek van Tsjechië: osd2013765904
- Nederlandse Thesaurus van Auteursnamen: 331081563
- Système universitaire de documentation: 15380307X
- Virtual International Authority File: 160821624
- WorldCat: E39PBJfMfDhDXmqPFWp9D9JCcP